# Erlöserkirche (Bielsko)

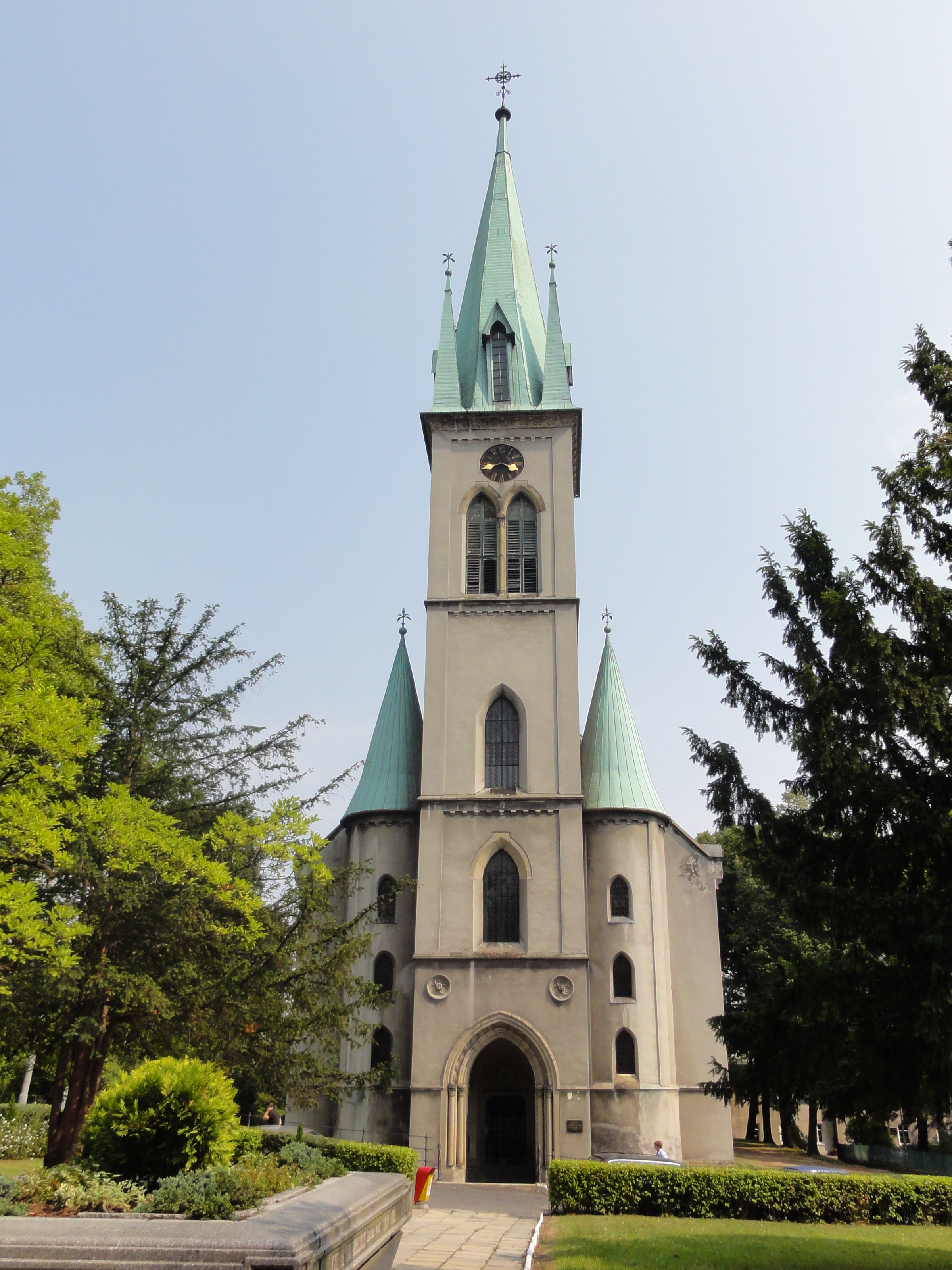
Erlöserkirche Bielitz

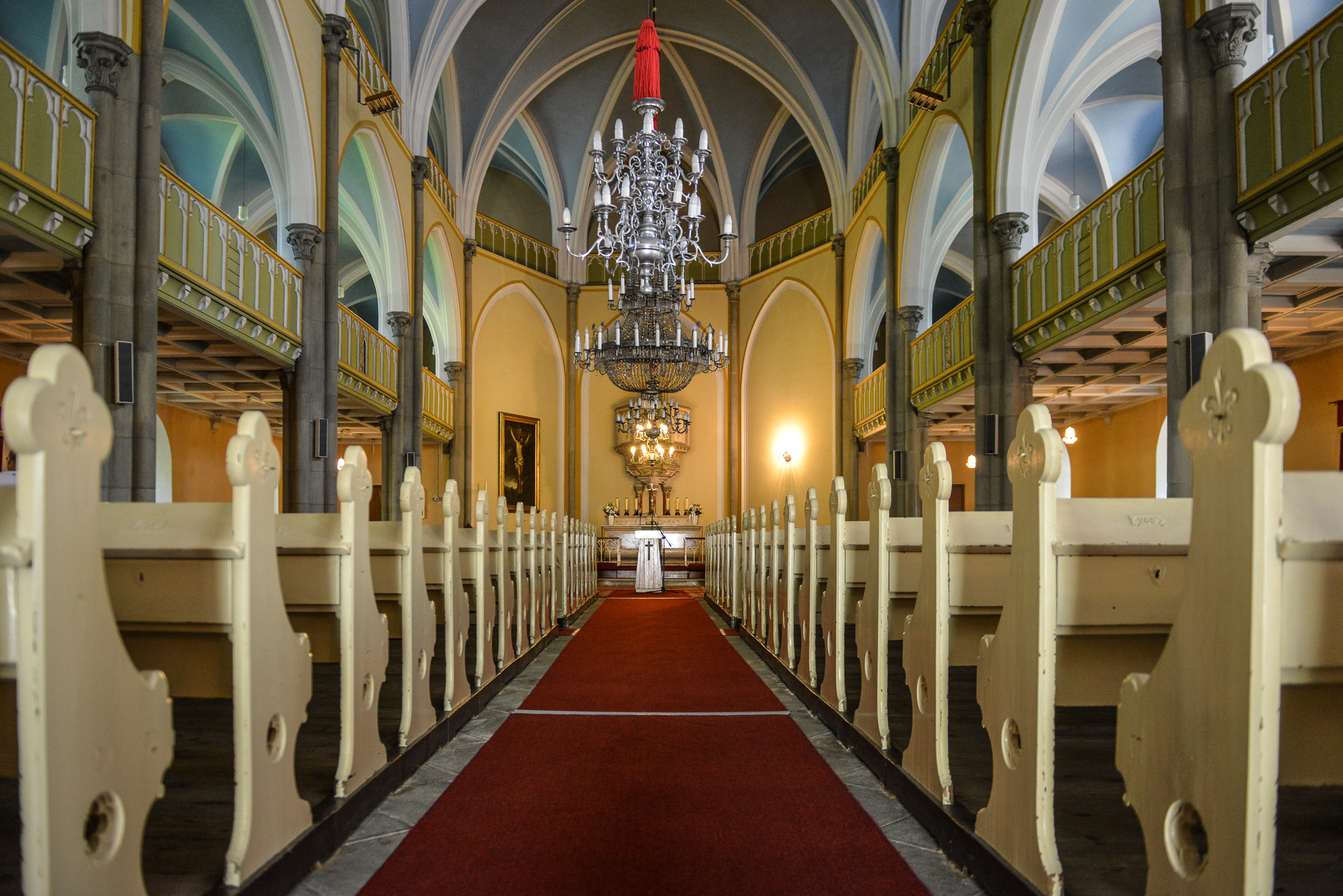
Innenraum

Die Erlöserkirche (polnisch Kościół Zbawiciela) ist die evangelisch-lutherische Gemeindekirche von Bielsko (deutsch: Bielitz), heute einem Stadtteil von Bielsko-Biała in der polnischen Woiwodschaft Schlesien. die Kirche ist zu Ehren Jesu Christi als Erlöser benannt.

## Geschichte
In der zum Herzogtum Teschen gehörigen Stadt Bielitz hatte sich die Reformation bereits vor ihrer offiziellen Einführung 1545 durch Herzog Wenzel III. etabliert und konnte sich auch über die Zeit der Gegenreformation hinweg behaupten. Nach Erlass des Toleranzpatents Josephs II. von 1781 entstand zunächst ein provisorischer Betsaal und anschließend nach Plänen von Simon Gottlieb Zug der heutige Kirchenbau, zu dem am 19. März 1782 der Grundstein gelegt wurde. Die Einweihung 1790 erfolgte durch den Superintendenten für Mähren und Schlesien und ersten Pfarrer der Erlöserkirche, Johann Traugott Bartelmus.
Beim Stadtbrand von Bielitz am 6. Juni 1808 wurde die Kirche beschädigt und am Weihnachtstag 1825 durch einen Orkan das Kirchendach abgedeckt, das 1828 in Schiefer neugedeckt wurde. Der Turm wurde 1849 bis 1852 nach einem Entwurf von Emanuel Rost (1816–1889) zugefügt. Auf Initiative des damaligen Pfarrers Ferdinand Schur erfolgte 1881 eine neugotische Umgestaltung durch Heinrich Ferstel, nach dessen Entwurf der Turm 1896 erhöht wurde. Neben der Kirche wurde 1900 das von Franz Vogl aus Wien geschaffene Lutherdenkmal aufgestellt.
Nach dem Polnisch-Tschechoslowakischen Grenzkrieg von 1919 wurde Bielitz zusammen mit den an Polen gefallenen Gemeinden des ehemaligen Seniorats Schlesien der Superintendentur Mähren und Schlesien der neugegründeten Evangelisch-Augsburgischen Kirche in Polen zugeordnet und bildet heute den Sitz der Diözese Cieszyn.

## Architektur
Die zunächst als Bestandteil des Bielitzer Zion als klassizistische Saalkirche erbaute Bielitzer Erlöserkirche präsentiert sich nach dem Umbau durch Ferstel als eine dreischiffige Emporenhalle mit vorgestelltem, von einem Spitzhelm bekröntem Turm und einem polygonalen Altarraum. Der seit der Umgestaltung neugotisch eingewölbte Kirchenraum wird von den doppelgeschossig eingebauten Emporen beherrscht. Im Altarraum befindet sich ein steinerner Kanzelaltar, seitlich davon ein Ölgemälde der Kreuzigung von Daniel Penther aus Lemberg von 1867.

## Orgel

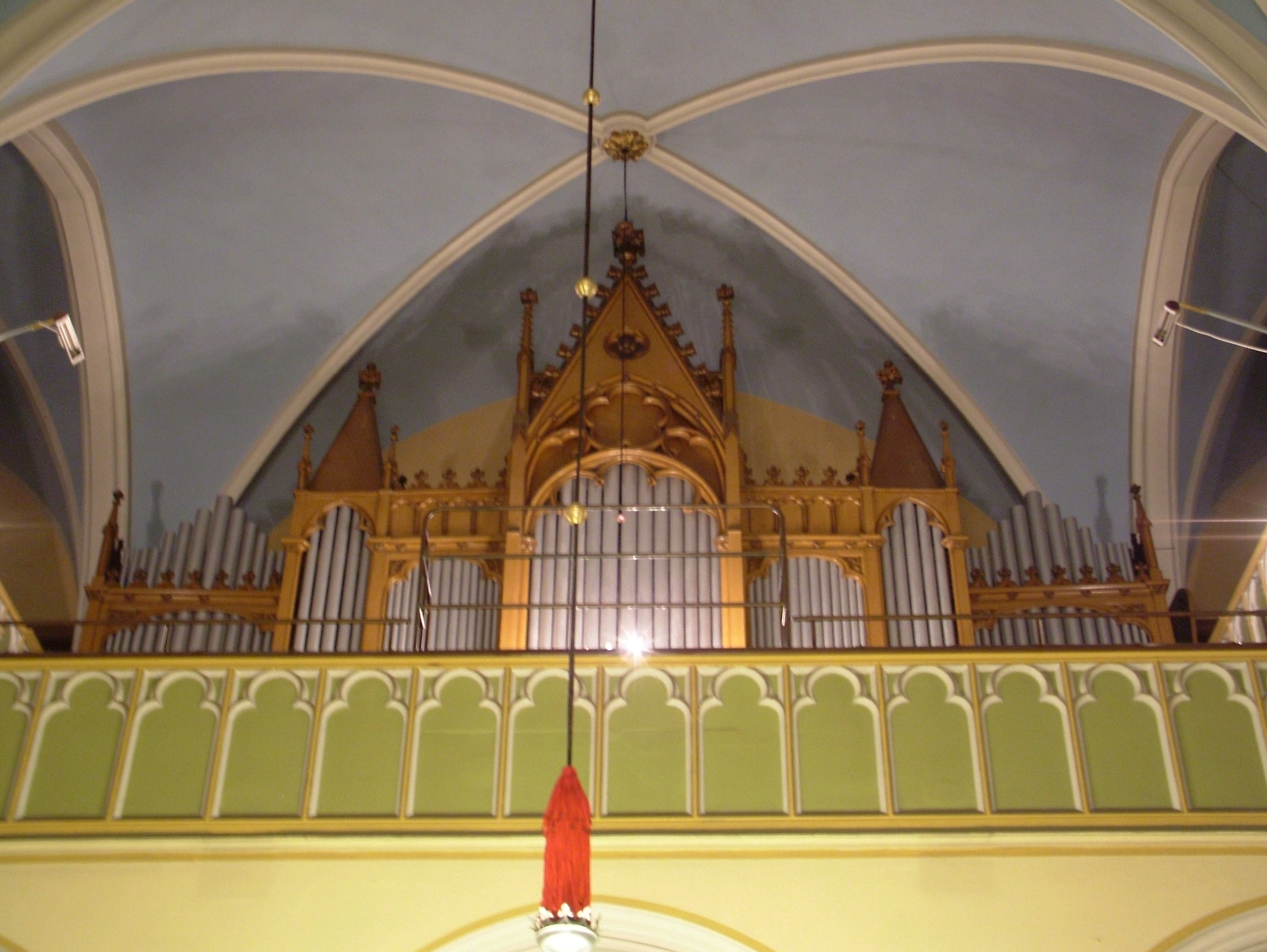
Orgel

Nach ihrem Umbau im Jahr 1881 erhielt die Kirche eine Orgel mit neugotischem Prospekt, in das 1933 ein neues Werk mit pneumatischer Traktur der Gebrüder Rieger Orgelbau aus Jägerndorf in Mähren (op. 2598) eingebaut wurde. Die von dem damaligen Organisten Ivo Braeutigam konzipierte Disposition von 28 klingenden Registern auf zwei Manualen und Pedal lautet wie folgt:
| I Manual C–g3 |            |     |
| 01.           | Bourdon    | 16′ |
| 02.           | Principal  | 08′ |
| 03.           | Flöte      | 08′ |
| 04.           | Salicional | 08′ |
| 05.           | Oktave     | 04′ |
| 06.           | Rohrflöte  | 04‘ |
| 07.           | Oktave     | 02′ |
| 08.           | Mixtur IV  |     |
| 09.           | Trompete   | 08′ |

| II Manual C–g3 |                 |         |
| 10.            | Geigenprincipal | 08′     |
| 11.            | Nachthorn       | 08′     |
| 12.            | Gemshorn        | 08′     |
| 13.            | Vox coelestis   | 08′     |
| 14.            | Gambe           | 08′     |
| 15.            | Flöte           | 04′     |
| 16.            | Dolce           | 04′     |
| 17.            | Quinte          | 02 ⁄3′  |
| 18.            | Flautino        | 02′     |
| 19.            | Terz            | 01 3⁄5′ |
| 20.            | Flageolette     | 01′     |
| 21.            | Krummhorn       | 08′     |
|                | Tremulant       |         |

| Pedal C–f1 |                  |     |
| 22.        | Principal        | 16′ |
| 23.        | Subbass          | 16′ |
| 24.        | Violon           | 16′ |
|            | Echobass         | 16′ |
| 25.        | Octavbass        | 08′ |
| 26.        | Bassflöte        | 08′ |
| 27.        | Nachthorn        | 08′ |
| 28.        | Lieblich Posaune | 16′ |

- Koppeln: II/I, I/P, II/P, I/I 4′, II/I 16′, II/I 4′, II/II 16′, II/II 4′, II/P 4′
- Spielhilfen: Freie Kombination, feste Kombinationen (Piano, Mezzoforte, Forte, Fortissimo, Tutti), Zungen ab, Tremolo II. Man., Crescendo, Schweller II. Man.